# ☆まかりな☆
☆まかりな☆は、日本のお笑いタレントコンビである。双子の女性。熊本県出身。有限会社サプライズ所属。かつてはエヌフォースプロモーションに所属していた。

## メンバー
- かな（佳奈、本名：夏目 佳奈（なつめ かな）（1985年10月5日 - ）

身長163cm、B83cm、W60cm、H88cm、血液型はA型。
立ち位置は左。ツッコミ担当。
特技は、似顔絵、似顔絵針金(ニガハリ)、30秒似顔絵。似顔絵師としても活動
趣味は、ジム、パワースポット巡り(100箇所以制覇)、グラフィックデザイン、飛び出し仕掛け絵本作成
- まり（真里、本名：夏目 真里（なつめ まり）（1985年10月5日 - ）

身長162cm、B83cm、W60cm、H88cm、血液型はA型。
立ち位置は右。ボケ担当。
特技は、似顔絵、バルーンアート(1000種類以上作れる)、30秒似顔絵、
趣味は、パワースポット巡り(100箇所以制覇)、グラフィックデザイン、飛び出し仕掛け絵本作成、双子の恋愛エッセイ漫画
ドクターX〜外科医・大門未知子〜と米倉涼子が好きなことから、「大門無知子」というリスペクトキャラクターのネタを持っている。
- かなの方が、前歯がまりより少し出ているという違いがある。

## 来歴
地元・熊本でモデルをしていたが、グラフィックデザイナーになるべく、上京して東京の会社に就職、グラフィックデザインの仕事に就いていた。しかし、再び芸能界で活動したい意欲が強くなり、最初はタレント・女優志望で、ある大手事務所に書類を送るも、書類審査を通ったのはかなだけだった。しかし「顔形似ている双子なのになぜ」と思ったことから1次審査に2人で行ったところ2人で審査を通過、結局3次審査で落選したものの2人の掛け合いがうけていたことからその事務所から芸人を勧められたという。2008年に渋谷アイドル100人劇場において、レギュラーB組でデビュー。最初は「佳奈・真里」のコンビ名で出演。後に「タレタマ」として出演していた『モバタレGREAT』において、この番組と連動していたモバゲータウンを通じてコンビ名を募集し、その中で集まった1701件の応募の中から『☆まかりな☆』に決定したことが、同番組の2008年4月30日の放送の中で発表された。
2015年4月1日から、神奈川県警察犯罪インフラ撲滅特命大使を務め続けている。このポスターのイラスト・デザインも☆まかりな☆が手掛けている。

## 芸風
ショートコントでは、双子であることを生かしたものや、有名人や出来事などを挙げて「もしもこれが☆まかりな☆だったら」といったものや、きんさんぎんさんのネタを物真似を交えて行うものなどの「双子の空想コント」、お仕置きする妖精のコントなどがある。声を合わせて演じることも多い。ブリッジには、「まかりなりなり」というものや、「双子のあるある」ネタで「あ〜るかもね、あるかもね」というものなどがある。最初と最後に地元・熊本とそれをイメージする言葉などを入れていたことがあった。その後、漫才では熊本弁をネタ中に取り入れるなどもしている。怒りの時の「阿蘇山噴火」や、「通潤橋」、「馬刺し」など、熊本県に因んだ持ちギャグがある。

## 出演

### テレビ
- モバタレGREAT （日本テレビ） - 「タレタマ」お笑い枠メンバー
- イツザイ （テレビ東京） - 2008年10月25日『インディーズ芸人オーディション』、キャッチコピーは『熊本から来た女の子』
- 世界一受けたい授業（日本テレビ） - 2008年12月20日、顔認識システム検証VTR出演
- 銀玉王関西版（サンテレビ）
- FNS地球特捜隊ダイバスター（フジテレビ） - 2009年2月12日深夜
- エンタの天使（日本テレビ） - 第10回（2009年5月27日）、キャッチコピーは「おちゃめな双子の妖精」
- あらびき団（TBS） - 2009年6月10日初登場
- 押切もえの「幸せの言葉」2010年2月 - （テレビ熊本 2/20（土）14:35 - 15:50、テレビ西日本 2/20（土）15:35 - 16:50、フジテレビ 3/17（水）26:38 - 27:53、関西テレビ 3/13（土）25:35 - 26:50、東海テレビ 3/7（日）25:40 - 26:55）
- スクール革命!（日本テレビ）- 2010年3月7日11:45 -
- 今夜もドル箱（テレビ東京）- 2010年6月1日
- ためしてガッテン「決定版! こんな簡単にやせちゃいましたSP」（NHK総合）- 2011年1月5日、ダイエット実験VTR出演
- 女神のマルシェ（日本テレビ）- 2011年1月7日
- 結局!確率な〜のだ（テレビ東京）- 2011年3月29日「双子の行動がカブる確率」
- ウケウリ!!〜天野QC研究所（日本テレビ）
- ヒルナンデス（日本テレビ）-2011年11月8日「秋冬の着やせ術」
- 夕なび（J:COM）- 2011年10月～2012年3月-金曜日コーナーレギュラー「こんなの作っちゃいました！」
- パチFUN!（長野放送、テレビ埼玉、千葉テレビ 他）2011年～
2011年10月～レギュラー「にこにこ探検隊」、「はじめてのパチンコ、スロット」
2012年9月19日、26日、10月3日「にこにこ探検隊」
2012年10月～レギュラー「にこにこ探検隊」
- 知りたがり!（フジテレビ）-2012年6月22日「顔認証実験」
- 痛快!買い物ランド-ドクターシーラボの商品にて出演
- ハッピーエンド（TBSテレビ）- 2013年2月19日
- まもなく芸人報道（日本テレビ）-2013年4月15日
- あさイチ（NHK総合）- 2013年5月
- オバデミズム(フジテレビ)- 2014年1月4日
- TokYo,Boy　(TOKYO MX)- 2014年1月5日
- 映画「薔薇色のブー子」公開記念特番指原24時間テレビ ブー子は地球を救うの生放送)- 2014年5月29日
- あさイチ（NHK総合）- 2015年1月5日
- はやドキ!（TBS）「有名人MYスポット」のコーナーレギュラー出演- 2015年3月30日～2016年3月
  - 「絶品！スターお取り寄せ名鑑」コーナーレギュラー出演-2016年10月13日～
- 白熱ライブ ビビット（TBS）「ゴミ屋敷特集」 2015年7月29日
- モノクラ～ベ（BSスカパー）「電動アシスト自転車　ヤマハVSパナソニック」- 2015年8月23日
- あさイチ（NHK総合）「二子玉川の紹介VTR」- 2016年5月27日
- セルベストリポコラージュのラメラエッセンスインフォマーシャル- 「美容品のビフォーアフター」2016年8月～(BS/CS・一部地方局)
- 珍種目No.1は誰だ!? ピラミッド・ダービー（TBS）- 2016年6月19日
- はやドキ!（TBS）新春スペシャル生放送でレポーター出演- 2017年1月3日
- 所さんの目がテン!（日本テレビ）間食の科学- 2013年2月16日、2017年3月12日
- バクモン学園（テレビ朝日）- 2017年4月17日から準レギュラー出演(2017年4月２４日、2017年５月１日)
- 林先生が驚く初耳学!（TBS系列） 間食ダイエット - 2017年５月14日
- ものまねグランプリ（日本テレビ）- 2017年9月26日初出演（この日は、まりのみ 米倉涼子の物真似でメルヘン須長チームで出演[7]）
- 名医のTHE太鼓判!（TBS）-2018年12月10日　（双子で実験）、2019年7月1日[8]
- Home★sweet★Tokyo 2（NHK　WORLD）-2018年12月15日（ろくろ首役）
- ウチのガヤがすみません!（日本テレビ） - 2019年5月7日
- いだてん（NHK）
- カイモノラボ（TBS）-2020年2月5日
- 伝説のお母さん（NHK） -2020年2月8日
- NHKだめ自慢（NHK）2021年1月30日

### ラジオ
- 志村けんのFIRST STAGE〜はじめの一歩〜（JFN） - 2009年2月28日
- 高田純次・河合美智子の東京パラダイス - 2011年1月1日

### 広告
- ダイイチ　ピンクレディーパチンコ台CM「ピンクレディー選手権双子編」
- 眼鏡市場WEB広告2013年　春
- クリアアサヒ　CM出演　2013年7月
- Yano Ring　2017年

### 雑誌
- DIME（小学館）- 2010年2月16日発売
- ar（主婦の友社）- メイクモデル
- 芸能スマッシュ（晋遊舎）
- プレイボーイ増刊アール（集英社）
- 週刊SPA!（扶桑社）- 美女タレント発掘＆応援プロジェクト『どるばこ』掲載
- sabra（小学館）
- 週刊文春（株式会社文藝春秋）- 2010年7月29日号「双子戦国時代」企画
- 別冊カドカワDirecT Vol.11（角川書店）- 2018年４月18日「LIVEへ行こう！～兄弟・姉妹芸人編」
- アツ姫（パチンコ・パチスロホール情報誌） - レギュラー掲載
- 別冊家庭サスペンスの漫画雑誌にて、漫画家デビュー「銀玉ハッピーピープル」2019年～

### インターネット
- ☆まかりな☆ラジオ（オンエアーステーション） - 2009年12月8日～毎週火曜放送更新
- 宇津雄一の宇宙一ラジオ（オンエアーステーション） - 2009年10月19日
- 夜遊びメールバトル木曜 （あっ!とおどろく放送局） - 2009年4月30日、10月15日、12月17日
- 一緒に食べよ♪ （あっ!とおどろく放送局） - 2010年10月5日-2011年3月29日
- 一緒に育てよ♪ふれ愛ドル火曜 （あっ!とおどろく放送局） - 2010年10月5日-2011年3月29日
- あっ!と生忘年会2010（あっ!とおどろく放送局、2010年12月22日）
- ☆まかりな☆の新春!女芸人大集合!（あっ!とおどろく放送局、2011年1月4日）
- GAME進行系 （あっ!とおどろく放送局、2011年4月5日-6月28日）
- アキバでハンゲーム （あっ!とおどろく放送局、2011年5月2日）
- あっ!とおどろくAKIBA NOW（あっ!とおどろく放送局、2011年7月5日-）
- GAME進行系2（あっ!とおどろく放送局、2011年10月-）
- グノシー動画「究極の人間二択ショー」- 2018年3月25日、2018年8月6日

### その他の出演
- M-1グランプリ2009（2回戦進出）、2010（3回戦進出）
- 全日本女子お笑い選手権2009～女芸人日本一決定戦～ ファイナリスト
- 劇団ハイテンションガール 旗揚げ公演「はじまりスイッチ」（オムニバスコントライブ）（2010年7月11日、渋谷シアターD）
- 保土ケ谷警察署一日警察署長（2012年4月3日）
- 関西コレクション（2012年秋）
- UDA☆MAP「新宿☆アタッカーズ」（2014年9月24日-28日、シアターKASSAI）
- 2015年神奈川県警察犯罪インフラ撲滅特命大使　任命（2015年4月1日より一年間委嘱される）
- 小田原警察署一日警察署長（2015年9月19日）
- 2016年神奈川県警察犯罪インフラ撲滅特命大使　任命（2016年4月1日より一年間委嘱される）
- 2017年1月10日「110番の日」にて一日女性警察官　任命
- 2017年1月10日　伊勢佐木警察署にて感謝状授与
- 2017年神奈川県警察犯罪インフラ撲滅特命大使　任命（2017年4月1日より一年間委嘱される）
- 2018年神奈川県警察犯罪インフラ撲滅特命大使　任命（2018年4月1日より一年間委嘱される）
- 2018年5月14日　一日伊勢佐木署長と一日暴力団対策課長　任命